# Шамблан
Шамбла́н (фр. Chamblanc) — коммуна во Франции, находится в регионе Бургундия. Департамент коммуны — Кот-д’Ор. Входит в состав кантона Сёр. Округ коммуны — Бон.
Код INSEE коммуны — 21131.

## Население
Население коммуны на 2010 год составляло 516 человек.
| 1962 | 1968 | 1975 | 1982 | 1990 | 1999 | 2010 |
| ---- | ---- | ---- | ---- | ---- | ---- | ---- |
| 433  | 406  | 423  | 442  | 397  | 404  | 516  |

## Экономика
В 2010 году среди 326 человек трудоспособного возраста (15—64 лет) 224 были экономически активными, 102 — неактивными (показатель активности — 68,7 %, в 1999 году было 67,2 %). Из 224 активных жителей работали 209 человек (115 мужчин и 94 женщины), безработных было 15 (6 мужчин и 9 женщин). Среди 102 неактивных 61 человек были учениками или студентами, 19 — пенсионерами, 22 были неактивными по другим причинам.